# Halowe Mistrzostwa Europy w Lekkoatletyce 1978 – trójskok mężczyzn
Trójskok mężczyzn – jedna z konkurencji technicznych rozgrywanych podczas halowych lekkoatletycznych mistrzostw Europy w hali Palasport di San Siro w Mediolanie. Rozegrano od razu finał 12 marca 1978. Zwyciężył reprezentant Związku Radzieckiego Anatolij Piskulin. Tytułu zdobytego na poprzednich mistrzostwach nie bronił Wiktor Saniejew z ZSRR.

## Rezultaty
Rozegrano od razu finał, w którym wzięło udział 13 skoczków.

Opracowano na podstawie materiału źródłowego.
| Poz. | Zawodnik            | Reprezentacja   | Próby | Próby | Próby | Próby | Próby | Próby | Wynik |
| Poz. | Zawodnik            | Reprezentacja   | 1     | 2     | 3     | 4     | 5     | 6     | Wynik |
| ---- | ------------------- | --------------- | ----- | ----- | ----- | ----- | ----- | ----- | ----- |
| 01 ! | Anatolij Piskulin   | ZSRR            | 16,16 | 16,58 | 16,82 | 16,22 | 16,34 | 16,64 | 16,82 |
| 02 ! | Keith Connor        | Wielka Brytania | 16,24 | 16,24 | 16,19 | 16,42 | 16,53 | 16,32 | 16,53 |
| 03 ! | Ołeksandr Jakowlew  | ZSRR            | 16,47 | x     | x     | 16,20 | x     | x     | 16,47 |
| 4.   | Carol Corbu         | Rumunia         | 15,68 | 16,10 | x     | 13,89 | 16,41 | 16,31 | 16,41 |
| 5.   | Paolo Piapan        | Włochy          | 15,87 | 16,10 | 16,10 | 16,25 | x     | 16,15 | 16,25 |
| 6.   | Ramón Cid           | Francja         | 15,86 | 16,20 | 15,51 | 15,69 | 15,87 | 15,92 | 16,20 |
| 7.   | David Johnson       | Wielka Brytania |       |       |       |       |       |       | 16,13 |
| 8.   | Janoš Hegediš       | Jugosławia      |       |       |       |       |       |       | 16,12 |
| 9.   | Eugeniusz Biskupski | Polska          |       |       |       |       |       |       | 16,06 |
| 10.  | Pentti Kuukasjärvi  | Finlandia       |       |       |       |       |       |       | 15,80 |
| 11.  | Hennadij Kowtunow   | ZSRR            |       |       |       |       |       |       | 15,76 |
| 12.  | Georgios Kaperonis  | Grecja          |       |       |       |       |       |       | 15,73 |
| 13.  | Temel Erbek         | Turcja          |       |       |       |       |       |       | 15,20 |